# تلوث الزئبق في المحيط

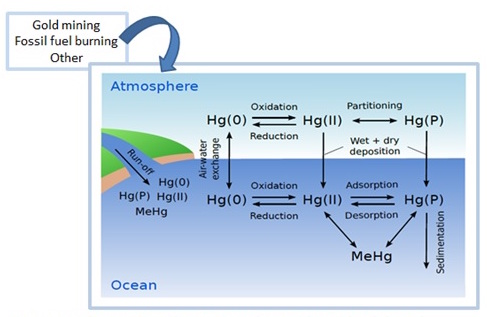
أصول وكيمياء الزئبق في المحيط

الزئبق معدن ثقيل سام يدور في الغلاف الجوي والماء والتربة بأشكال عديدة في أماكن مختلفة من العالم. بسبب هذا الدوران الطبيعي، وبغض النظر عن أي الأماكن في العالم يصدر الزئبق، فإنه من الممكن أن يؤثر على مكان آخر بالكامل ما يجعل تلوث الزئبق من المخاوف العالمية. يعرف تلوث الزئبق اليوم بأنه مشكلة عالمية وقد زاد نشر الوعي لتحضير خطة عمل دولية لتخفيض انبعاثات الزئبق من مصادر بشرية قدر الإمكان وتنظيف تلوث الزئبق. استنتج تقييم الزئبق العالمي لعام 2002 أنه «لا يجب تأخير الأنشطة الدولية لمواجهة مشكلة الزئبق العالمية». من بين العديد من الأوساط البيئية المعرضة لخطر تلوث الزئبق، فإن المحيط من الأماكن التي لا يمكن إهمالها إذ يمكنه أداء دور «خزانة حفظ» للزئبق. وفقًا لدراسة نموذجية حديثة فإن إجمالي الزئبق بشري المنشأ الذي ينصب في المحيطات يقدر بنحو 80,000 إلى 45,000 طن متري، ويقدر أن ثلثي هذه الكمية توجد في مياه أقل عمقًا من 1000 م حيث تعيش العديد من الأسماك الصالحة للاستهلاك. يمكن أن يتراكم الزئبق حيويًّا في سلاسل الغذاء البحرية على شكل ميثيل الزئبق شديد السمية، والذي يمكن أن يؤدي إلى أخطار صحية للبشر مستهلكي المأكولات البحرية. وفقًا للإحصاءات، فإن نحو 66% من استهلاك السمك العالمي يأتي من المحيط. وبالتالي فمن المهم مراقبة وتنظيم مستويات الزئبق المحيطية لمنع وصول المزيد والمزيد من الزئبق إلى البشر عن طريق استهلاك المأكولات البحرية.